# أمازون برايم بانتري
أمازون برايم بانتري (بالإنجليزية: Amazon Prime Pantry)‏ هي خدمة من أمازون متاحة فقط لأعضاء أمازون برايم، تشحن سلع البقالة غير القابلة للتلف في صندوق واحد للتسليم مقابل رسوم ثابتة. الخدمة متاحة في الولايات المتحدة والنمسا وفرنسا وألمانيا والهند وإيطاليا واليابان وإسبانيا والمملكة المتحدة.

## الخدمة
الخدمة متاحة فقط للعملاء الذين لديهم عضوية أمازون برايم لطلب ما يصل إلى 45 جنيه إسترليني أو ما يصل إلى 4 أقدام مكعبة من السلع الجافة وسلع البقالة الغير القابلة للتلف مقابل رسوم توصيل ثابتة تبلغ 5.99 دولارًا في الولايات المتحدة.
يتم تقديم مجموعة متنوعة ومتغيرة باستمرار من المنتجات، ولكن النطاق انخفض منذ إطلاق الخدمة لأول مرة. أثناء تحديد العناصر داخل برنامج برايم بانتري، يسرد كل عنصر النسبة المئوية للمساحة التي سيشغلها داخل صندوق التسليم. يظهر إجمالي مدى امتلاء هذا المربع. تبقى رسوم التسليم كما هي بغض النظر عن نسبة التعبئة.
في المملكة المتحدة، وقعت أمازون مع سلسلة المتاجر البريطانية موريسون لتوفير إمدادات المؤن والطازجة.
التسليم في غضون فترة زمنية محددة. ينبه البريد الإلكتروني العملاء بتاريخ التسليم. يمكن للصندوق الكامل أن يصل وزنه إلى 45 رطلاً.[بحاجة لمصدر]
في الهند، تم توفير برايم بانتري في ثلاث مدن قبل أن يتم توسيعه إلى 10،000 رقم مؤشر بريدي قبل الإغلاق التام في الهند بسبب فيروس كورونا 2020.

## وصلات خارجية
- برايم بانتري على amazon.com/برايم بانتري